# Weedon Lois Castle Mound
Weedon Lois Castle Mound var ett slott i Storbritannien.   Det ligger i grevskapet Northamptonshire och riksdelen England, i den södra delen av landet, 100 km nordväst om huvudstaden London. Weedon Lois Castle Mound ligger 153 meter över havet.
Terrängen runt Weedon Lois Castle Mound är platt. Runt Weedon Lois Castle Mound är det ganska tätbefolkat, med 160 invånare per kvadratkilometer. Närmaste större samhälle är Banbury, 16,2 km väster om Weedon Lois Castle Mound. Trakten runt Weedon Lois Castle Mound består till största delen av jordbruksmark.